# 胚芽米
胚芽米是包含有胚芽部分的大米。一般大米经过多次碾磨后已经不包含胚芽。水稻的结构分为谷壳、果皮、种皮、湖粉层、胚乳、胚芽组成，胚芽占大米3%的重量，但胚芽比平常的大米高出60%-80%的营养，包括多种维生素和高质的脂肪、蛋白质等。